# Dubuque County Courthouse
Das Dubuque County Courthouse in Dubuque ist das Justiz- und Verwaltungsgebäude (Courthouse) des Dubuque County im Osten des US-amerikanischen Bundesstaates Iowa.

## Geschichte
Nachdem die Countyverwaltung zuerst in einem zweistöckigen Holzgebäude untergebracht war, zog diese im Jahr 1843 in ein rotes Ziegelgebäude um. Ab 1869 wurden Überlegungen über den Bau eines neuen Gebäudes angestellt, die 1890 zur Entscheidung zum Bau des heutigen Courthouses führten. Mit dem Bau wurde der aus der Schweiz stammende Architekt Fridolin Heer beauftragt. Das Gebäude wurde aus Ziegeln und Kalkstein im Beaux-Arts-Stil errichtet und nimmt eine Fläche von 27 × 38 Metern ein. Die Höhe des Turms beträgt 58 Meter und wird von einer vier Meter hohen bronzenen Statue der Justitia abgeschlossen.

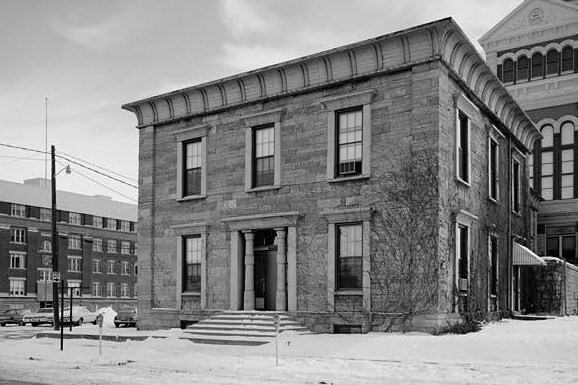
Dubuque County Jail

Im Jahr 1971 wurde das Gebäude unter der Referenznummer 71000298 in das National Register of Historic Places aufgenommen.
Dem Gebäude unmittelbar benachbart ist mit dem Dubuque County Jail das 1858 errichtete alte Bezirksgefängnis von Dubuque, das als National Historic Landmark registriert ist.